# Requiem (filme)
Requiem (2006) é um filme do cineasta alemão Hans-Christian Schmid que conta a história da jovem alemã Michaela Klingler que acreditava estar possuída por demônios, mas que, segundo a narrativa do filme, sofre de um quadro raro de epilepsia combinada com esquizofrenia que provoca alucinações constantes e comportamentos anormais. No lugar de ir em busca de ajuda médica, a jovem decide se submeter a sessões de exorcismo durante semanas ministradas por padres católicos, com conseqüências gravíssimas para a sua saúde mental e física. O roteiro é baseado em fatos reais ocorridos no sul da Alemanha com a jovem Anneliese Michel nos anos 70.

## História
Michaela (Sandra Hüller), uma menina de 21 anos de uma família muito religiosa, decide deixar seu país para estudar na universidade de Tübingen . A menina sofre de uma forma aguda de epilepsia e, por esse motivo, a mãe é contra sua decisão de estudar fora da cidade, que ela também vê como um covil de pecadores e tentações. Por outro lado, Michaela tem o apoio total de seu pai.
Em Tübingen, Michaela é recebida de maneira muito fria por seus colegas de classe devido a sua timidez e extrema religiosidade. Lentamente, porém, a garota consegue se abrir para novas experiências. Primeiro, ela faz amizade com Hanna (Anna Blomeier), que lhe incentiva a fazer amizade com outras pessoas. Graças a ela, Michaela também conhece Stefan, um garoto bastante solitário que logo se sente atraído por ela: os dois começam uma história de amor muito simples, a primeira da vida de Michaela.
No entanto, Michaela logo começa a temer sua nova vida, especialmente quando volta para casa. Sua mãe a trata com ódio, fazendo-a pensar que está vivendo uma vida pecaminosa. Durante uma peregrinação, Michaela tem um leve ataque epilético que a deixa incapaz de tocar em um rosário dado por sua mãe e percebe presenças que a insultam e a impedem de orar. Hannah a aconselha procurar um médico, mas Michaela fica com raiva porque não quer ser considerada doente, mas mesmo assim concorda em fazer alguns exames.
Cada vez mais magra e desesperada, Michaela está ligada ao namorado Stefan, com quem ela também tem sua primeira relação sexual. Ele está muito apaixonado por ela e lhe oferece uma viagem juntos para consolidar o relacionamento deles, mas Michaela está focada em um relatório semestral a ser entregue a seu professor, que é incapaz de continuar devido às "presenças" habituais que agora também a impedem de trabalhar. 
Algumas semanas depois, Hannah volta de viagem e encontra Michaela em condições lamentáveis: magra, alucinada e quase incapaz de distinguir a realidade. Com a ajuda de Stefan, a garota é levada para casa, onde tem uma reação violenta quando seus pais começam a orar por ela. Nesse momento, dois padres que antes pensavam que ela estava doente começam a acreditar que a menina está realmente possuída e decidem tentar um exorcismo.
Dias depois, Hannah visita Michaela e a leva para um passeio no qual tenta convencê-la de que não está possuída por demônios e sugere a ela procurar tratamento de um psiquiatra antes que seja tarde demais, porém Michaela, com uma serenidade perturbadora, revela à amiga que entendeu o motivo de seu tormento: se Deus permite que ela sofra assim, é porque tem um plano para ela, e provavelmente seu sofrimento será um exemplo para todos os homens.

## Premiações
- A atriz Sandra Hüller foi premiada com o Urso de Prata no 56º Festival Internacional de Cinema de Berlim de 2006, como protagonista (no papel de Michaela Klingler);
- Requiem também ganhou o Prêmio da Crítica concedido pela Federação Internacional da Imprensa Cinematográfica (FIPRESCI).